# Molophilus (Molophilus) morosus
Molophilus (Molophilus) morosus is een tweevleugelige uit de familie steltmuggen (Limoniidae). De soort komt voor in het Australaziatisch gebied.